# 内外電機労働組合
内外電機労働組合（ないがいでんきろうどうくみあい、略称：内外電機労組（ないがいでんきろうそ））は、大阪府四条畷市に本部を置く労働組合である。

## 概要
- 1993年に社名変更した電気・機器メーカーである内外電機株式会社の組合員（正社員の判断職掌以下）で構成された労働組合である（電機連合〔非加盟〕）。

※1953年設立の株式会社内外電機製作所（旧社名）

## 沿革
- 1976年 - 内外電機労働組合を発足する。
- 1976年 - 組合規約（初版）を制定する。

## 活動結果
- 1993年 -
- 1994年 -
- 1995年 -
- 1996年 -
- 1997年 -
- 1998年 -
- 1999年 -
- 2000年 -
- 2001年 -
- 2002年 -
- 2003年 -
- 2004年 -
- 2005年 -
- 2006年 -
- 2007年 -
- 2008年 -
- 2009年 -
- 2010年 -
- 2011年（4月）- 年次有給休暇の取得促進（メモリアル休暇・リフレッシュ休暇を制定）

　※年次有給休暇(岡山労働局)
- 2011年（4月）-育児休業規定の見直し（勤務時間の短縮期間を小学校就学の始期に達するまでに変更）
- 2012年 -
- 2013年 -
- 2014年 （7月）- 確定給付企業年金制度の導入（りそな銀行と契約）に伴い同意書提出

　※確定給付年金（正式には確定給付型企業年金）
- 2015年 （10月）- 営業手当（見なし手当(残業)）の廃止に同意

## 支部（事務所）
- 本部（労働組合事務所） - 大阪府四条畷市下田原785番地（E-mail: n-kumiai@naigai-e.co.jp）
- 本社支部 -
- 津山支部 -
- 山梨支部 -
- 岐阜支部 -
- 東京支部 -